# Rio Uruguai
O rio Uruguai na divisa entre os estados de Santa Catarina e Rio Grande do Sul

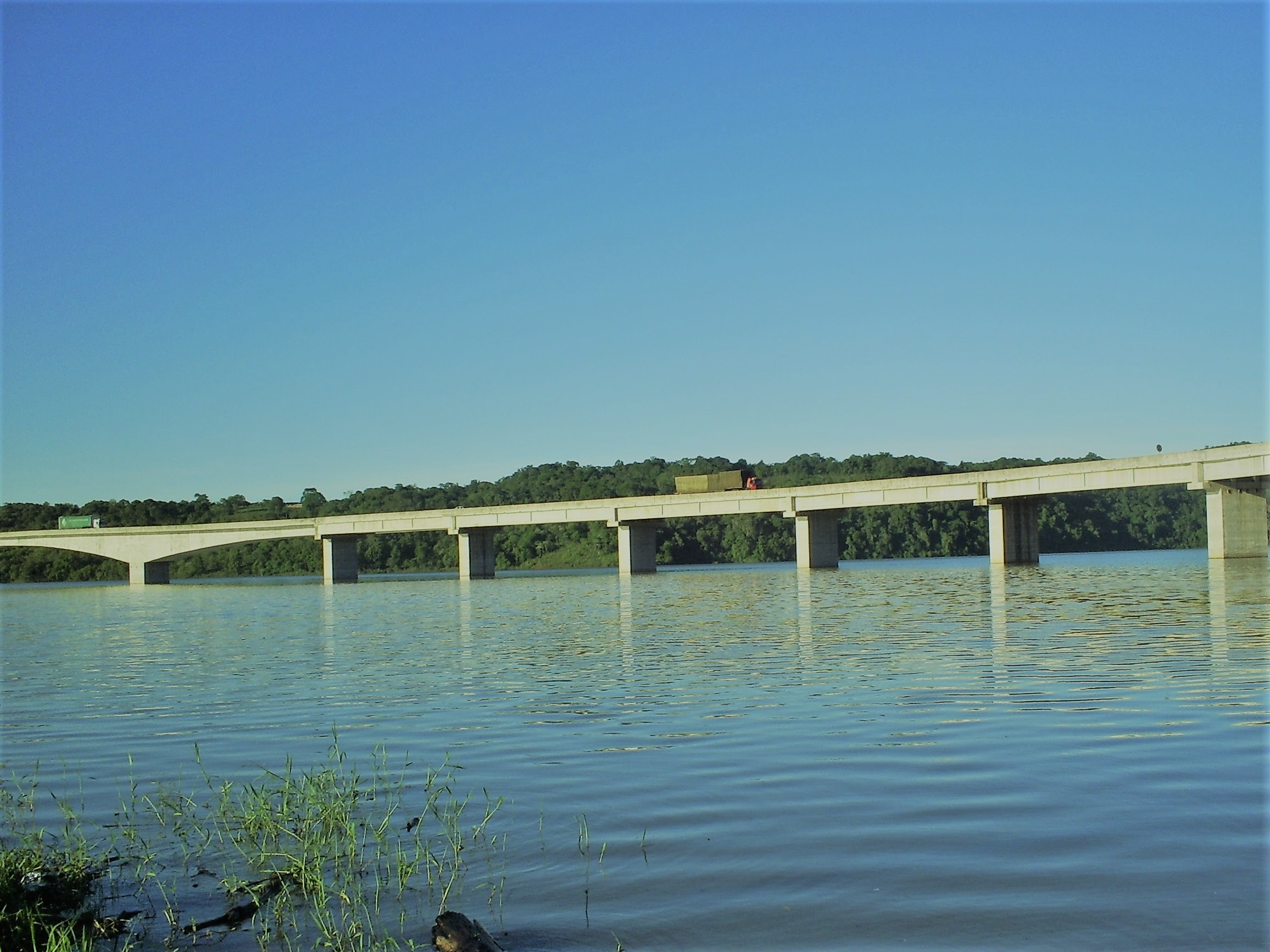
Ponte sobre o Rio Uruguai, na Divisa entre SC e RS

O rio Uruguai é um curso de água sul-americano que nasce na serra Geral e que forma-se pela junção dos rios Canoas e Pelotas, em altitude de 440 m, na divisa entre os estados do Rio Grande do Sul e Santa Catarina. A nascente do rio é o rio Pelotas, que nasce cerca de 65 quilômetros a oeste da costa do oceano Atlântico. A foz do rio Uruguai é no rio da Prata. É um dos rios mais importantes na hidrografia do sul do Brasil, servindo de fronteira entre esse país e a Argentina e entre a Argentina e o Uruguai. Uruguaiana é a principal cidade gaúcha banhada por suas águas.
Somente após receber as águas do rio Canoas, passa a se chamar rio Uruguai, indo na direção geral leste-oeste até receber, pela margem direita, as águas do rio Peperi-Guaçu. Então, começa a infletir para sudoeste, servindo de fronteira inicialmente entre Brasil e Argentina, até receber o rio Quaraí, afluente da margem esquerda que atua como fronteira entre o Brasil e o Uruguai.
Depois de receber as águas do rio Quaraí, o rio Uruguai continua para o sul até a localidade de Nueva Palmira, onde deságua no rio da Prata. Sua extensão total é de 1 770 quilômetros. Note que, desde a junção de seus formadores até a foz do rio Quaraí, são um total de 1 262 quilômetros, ficando os restantes 508 quilômetros do rio Uruguai correndo inteiramente entre terras uruguaias e argentinas. Se for considerada a extensão do rio Pelotas, sua extensão chega aos 2 150 quilômetros. Seu desnível total é de 24 centímetros por quilômetro.

## Significado do nome
Segundo Eduardo Navarro, "Uruguai" é um termo proveniente do guarani antigo: significa "rio dos uruguás", pela junção de uruguá (uruguá, um tipo de caracol de água doce) e  'y (rio).

## Principais afluentes
Margem Direita - Rio do Peixe, rio Chapecó, rio Peperi-Guaçu.
Margem Esquerda - Rio Camaquã, rio Forquilha, rio Apuaê, rio Passo Fundo, rio da Várzea, rio Ijuí, rio Ibicuí, rio Quaraí, rio Negro

## Características físicas

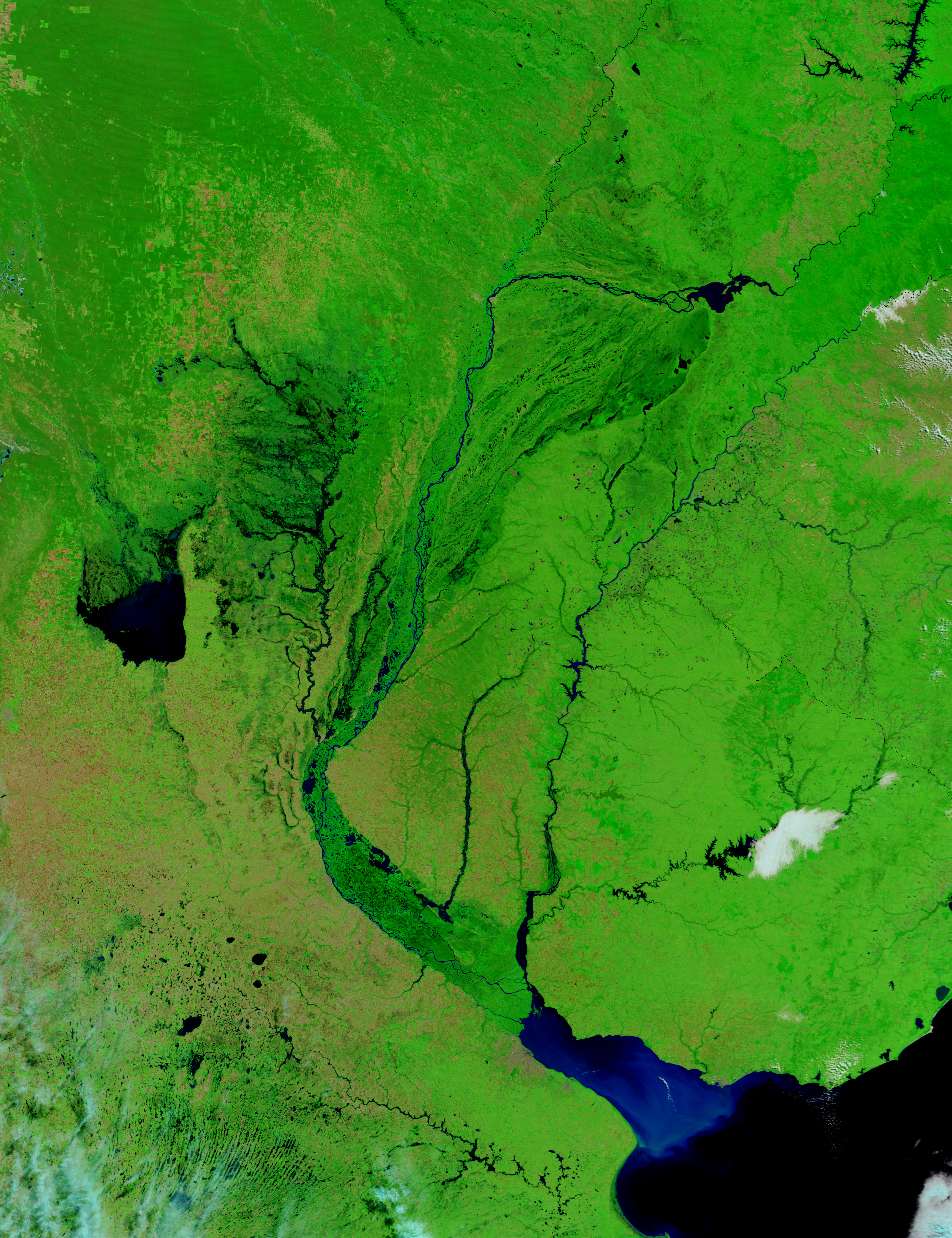
Imagem de satélite onde é possível observar parte do percurso médio do rio Uruguai e o percurso inferior, onde o mesmo desagua no rio da Prata, ao sul

Segundo estudiosos da hidrografia, o rio Uruguai pode ser considerado, fisicamente, de três formas, superior, médio e inferior.
- # Superior- No trecho entre a junção dos rios Pelotas e Canoas, até a foz do rio Piratini, aí neste percurso com uma extensão total de 816 km e um desnível de 43 cm/km.

- # Médio - No trecho entre a foz do Piratini até a cidade de Salto, já no Uruguai, aí neste percurso com uma extensão de 606 km e um desnível de 9 cm/km.

- # Inferior- No trecho entre a cidade de Salto até a cidade de Nueva Palmira, agora um percurso ainda menor, num total de 348 km com desnível de 3 cm/km.

Após receber o rio Peperi-Guaçu e mudar a direção para o sul, o rio Uruguai apresenta o salto do Yucumã, o maior salto longitudinal do mundo, com extensão aproximada de 1,8 Km com altura máxima de 20 metros.
A navegação do rio Uruguai só é amplamente utilizada em seu trecho inferior, na bacia do rio da Prata, da foz a Concepción del Uruguay, na Argentina. Aí neste trecho podem ser vistos diversos navios de cabotagem. À medida que se sobe o rio, a navegação torna-se cada vez mais difícil, até se tornar completamente inviável.
Até a cidade de Salto, no Uruguai, a navegação pode ser feita por pequenas embarcações. Acima de Salto, a navegação é dificultada pela existência de rápidos e corredeiras, agravando-se a situação em direção a montante. Um pouco mais acima, nos 210 quilômetros entre São Borja e Uruguaiana, também efetua-se navegação, porém com embarcações de pequeno porte.
Existe uma discussão sobre a verdadeira nascente do rio Uruguai, uma vez que, através de fontes históricas, o rio nasceria com a junção entre o rio Pelotas e o rio do Peixe. Tal teoria estaria embasada em documentações de propriedades de terras emanadas pelo governo, que apontariam, como nascedouro, a  junção entre o rio do Peixe e o rio Pelotas (entre os municípios de Marcelino Ramos (Rio Grande do Sul) e Alto Bela Vista (Santa Catarina).

## Aspectos econômicos

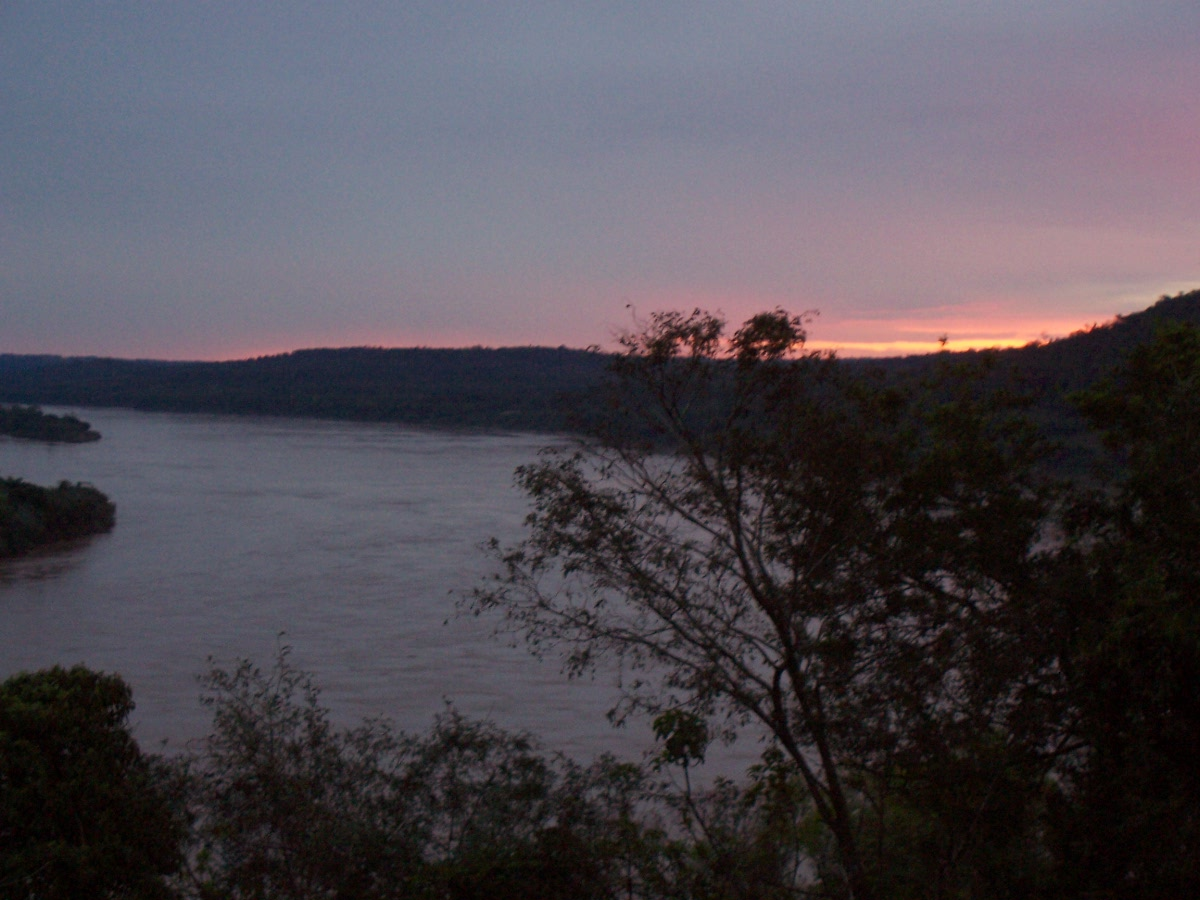
Pôr-do-sol no rio Uruguai

Tem-se efetuado a navegação por embarcações de pequeno porte nos 210 quilômetros entre São Borja, Itaqui e Uruguaiana. Durante décadas seguidas, substanciais incentivos governamentais foram destinados à atividade agrícola, dando importante impulso à economia.

## Usinas
- Usina Hidrelétrica de Itá - Rio Uruguai, 1.450 MW - Entre os estados do Rio Grande do Sul e Santa Catarina.

- Usina Hidrelétrica Machadinho - Rio Uruguai - 1.150 MW - Entre os estados do Rio Grande do Sul e Santa Catarina.

- Usina Hidrelétrica Foz do Chapecó - Rio Uruguai - 855 MW (potência máxima instalada). Entre os estados do Rio Grande do Sul e Santa Catarina.

- Represa de Salto Grande - Rio Uruguai - 1890 MW - binacional entre Argentina e Uruguai.

## Degradação
Embora drenando águas puras de importante região agroindustrial, permanece um tanto ignorada pela ciência, e pelo sistema de fiscalização ambiental, apresentando avançado estado de degradação.[carece de fontes?]
Houve a quase extinção das reservas naturais de matas, resultando na exposição dos recursos hídricos à ação dos fenômenos climáticos. As enxurradas subsequentes geraram erosão, e a consequente turbidez, o envenenamento e o assoreamento dos leitos.[carece de fontes?]